# Karisimbi
Karisimbi är en 4 507 meter hög vilande stratovulkan i Virungabergen på gränsen mellan Rwanda och Kongo-Kinshasa. Karisimbi är det högsta berget av de åtta större i Virungabergen, vilket i sin tur är en del av den västra delen av Östafrikanska gravsänkesystemet, samt det högsta berget i Rwanda. Det finns flera andra vulkaner i närheten av Karisimbi: i nordväst ligger Mikeno, i nordöst Bisoke och Nyiragongo i väst, på andra sidan gravsänkesystemet.
Namnet Karisimbi kommer troligtvis från ordet isimbi i det lokala språket kinyarwanda, vilket betyder "liten vit snäcka". Det syftar på den snöhätta som ibland bildas på toppen av vulkanen.
Mellan Karisimbi och Bisoke ligger Karisoke Research Center, vilket är ett forskningscenter för att studera bergsgorillorna. Det ligger i det enda området där bergsgorillor fortfarande finns, i det område som grundades av Dian Fossey, som sedan levde här från 1967 till sin död 1985.